# Sweet Black Angel
Sweet Black Angel är en låt skriven av Mick Jagger och Keith Richards. Låten gavs först ut av The Rolling Stones som b-sida till singeln "Tumbling Dice" 1972, och togs senare med på albumet Exile on Main St.. Låten skrevs som stöd till den afroamerikanske aktivisten Angela Davis, som vid tidpunkten stod åtalad som medhjälpare till ett uppmärksammat massmord i en domstolsbyggnad i Marin County 1970. Davis hade ägt vapnen som använts, men hon friades senare för all inblandning. I låten hyllas Davis för att fortsätta kämpa för det hon tror på, trots gripandet, och Jagger frågar sig om du själv skulle gjort detsamma. Samma år släppte John Lennon låten "Angela".
Låten började spelas in redan under inspelningarna till albumet Sticky Fingers och den gjordes klart i Los Angeles 1971-1972. Richard "Didymus" Washington spelar marimba på låten under pseudonymen Amyl Nitrate. I takten liknar den närmast calypso.